# Lose Yourself
«Lose Yourself» (с англ. — «Потерять Себя») — песня рэпера Эминема, записанная им в 2002 году. Песня была выпущена на сборнике 8 Mile (OST) в 2002 году как саундтрек к фильму 8 Mile, в котором рэпер сыграл главную роль. Позднее Lose Yourself издана в качестве сингла в 2002 году и переиздана в альбоме лучших хитов Эминема Curtain Call: The Hits.
За эту песню он получил множество наград, в том числе и Оскар в 2003 году в номинации «Лучший саундтрек». Она продержалась на 1-м месте в чартах 2,5 месяца, что было тогда рекордом.
Песня возглавила Billboard Hot 100, также заняла 166 позицию в списке 500 величайших песен всех времён по версии журнала Rolling Stone. В 2014 году был выпущен альбом ShadyXV, в котором появился этот трек, но он был только на 2-м диске. На этом диске была также обнаружена демоверсия хита, которая никогда не издавалась.
В 2015 году неофициальный видеоклип на эту песню набрал более миллиарда просмотров на видеохостинге YouTube.

## Награды
За песню «Lose Yourself»:
- Оскар (2003 год),
- Золотой глобус (2003 год),
- Грэмми (2003 год),
- Кинонаграда MTV (2003 год),
- BMI Film Music Award (2003 год),
- Most Performed Song from a Film (2003 год),
- Critics Choice Award (2003 год),
- Teen Choice Award (2003 год),
- ASCAP Award (2004 год).

## Список композиций
Диск содержит 3 аудиозаписи, 1 видеоклип и 1 видео-трейлер к фильму «8 миля»
- 1. Lose Yourself
- 2. Lose Yourself (instrumental)
- 3. Renegade (с Jay-Z)
- 4. Lose Yourself — the video
- 5. 8 mile movie trailer